# Wes Craven’s Shocker (The Music)
Wes Craven’s Shocker (The Music) ist der Titel des 1989 veröffentlichten Soundtrack-Albums zu Wes Cravens Film Shocker.

## Hintergrund
Für den Soundtrack zum Film zeichnete der Songwriter und Musikproduzent Desmond Child verantwortlich. Er war auch Mitglied der nur für dieses Album zusammengestellten Gruppe „The Dudes of Wrath“ (deutsch: Die Kumpel des Zorns), die neben ihm (Gesang) aus Paul Stanley (Gesang), Alice Cooper (Gesang), Vivian Campbell (Gitarre), Guy Mann-Dude (Gitarre), Rudy Sarzo (Bass) und Tommy Lee (Schlagzeug) bestand. Die Backing Vocals der drei von diesem Ensemble aufgenommenen Lieder (Shocker, Shockdance und Shocker (Reprise)) wurden von Child, Kane Roberts, Louis Merlino und Michael Anthony gesungen.
Das Lied Timeless Love wurde von der Sängerin und dem Gitarristen der Band Saraya zusammen mit Steve Lukather (Toto, Gitarre), John Pierce (Bass), David Garfield (Keyboard) und Myron Grombacher (Schlagzeug) für den Soundtrack aufgenommen. Obwohl die übrigen Saraya-Musiker nicht mitgewirkt hatten, wurde es als Aufnahme dieser Band vermarktet und als Single in den USA veröffentlicht.
Die deutsche Band Bonfire hatte eine Version des bereits 1987 von Bruce Kulick, Paul Stanley und Desmond Child geschriebenen Liedes Sword and Stone im Rahmen der Arbeiten für ihr drittes Album Point Blank aufgenommen, es jedoch nicht veröffentlicht. Sie stellten die Aufnahme daher für den Soundtrack zur Verfügung.
Megadeth nahm für das Album eine Coverversion des Alice-Cooper-Liedes No More Mr. Nice Guy auf, Iggy Pop steuerte das ebenfalls von Cooper, mit Child und Vladimir Matetski geschriebene Love Transfusion bei. Weitere Lieder kamen von Dangerous Toys (Demon Bell), Voodoo X (The Awakening) und der aus Long Island stammenden Thrash-/Speed-Metal-Band Dead On (Different Breed).
Von allen zur Verfügung gestellten Liedern erschienen nur The Awakening und Different Breed auf den 1989 veröffentlichten Studioalben der jeweiligen Künstler. No More Mr. Nice Guy, Sword and Stone und Timeless Love wurden als Singles veröffentlicht; für No More Mr. Nice Guy und Sword and Stone wurden Musikvideos produziert, die beide auch Elemente aus dem Film enthalten.

## Titelliste
| Nr.          | Titel                                    | Autor(en)                                         | Interpret          | Länge |
| ------------ | ---------------------------------------- | ------------------------------------------------- | ------------------ | ----- |
| 1.           | Shocker                                  | Desmond Child, Guy Mann-Dude, Jean Beauvoir       | The Dudes of Wrath | 3:58  |
| 2.           | Love Transfusion                         | Alice Cooper, Child, Vladimir Matetski            | Iggy Pop           | 4:22  |
| 3.           | No More Mr. Nice Guy (Coverversion)      | Cooper, Michael Bruce                             | Megadeth           | 3:02  |
| 4.           | Sword and Stone                          | Paul Stanley, Bruce Kulick, Child                 | Bonfire            | 3:57  |
| 5.           | Timeless Love                            | Child                                             | Saraya             | 4:08  |
| 6.           | Shockdance                               | Child, Mann-Dude, Kane Roberts, Vivian Campbell   | The Dudes of Wrath | 4:31  |
| 7.           | Demon Bell (The Ballad Of Horace Pinker) | Dangerous Toys, Child, Jason McMaster             | Dangerous Toys     | 3:56  |
| 8.           | The Awakening                            | Beauvoir, Uwe Fahrenkrog-Petersen, Tommy Lafferty | Voodoo X           | 6:02  |
| 9.           | Different Breed                          | Tony Frazzitta                                    | Dead On            | 3:48  |
| 10.          | Shocker (Reprise)                        | Child, Mann-Dude, Beauvoir                        | The Dudes of Wrath | 2:54  |
| Gesamtlänge: | Gesamtlänge:                             | Gesamtlänge:                                      | Gesamtlänge:       | 37:44 |